# 보대 (남당)
보대(保大, 943년 3월 ~ 958년 1월)는 남당(南唐) 원종(元宗) 이경(李璟)의 첫번째 연호이다. 14년 9개월 가량 사용하였다.
보대 연호를 차용한 십국(十國) 국가는 남초(南楚, 950년 11월 ~ 951년 11월)이 있다.

## 개원
- 승원(昇元) 7년 3월 1일[1](943년 4월 8일)에 연호를 보대(保大)로 개원함.[2][3][4][5]

- 보대(保大) 16년 1월 3일[6](958년 1월 25일)에 연호를 중흥(中興)으로 개원함.[7][3][4][5]

## 연대 대조표
| 보대       | 원년                            | 2년                           | 3년        | 4년        | 5년             | 6년                  | 7년        | 8년        | 9년             | 10년       |
| 서기(西紀) | 943년                           | 944년                         | 945년      | 946년      | 947년           | 948년                | 949년      | 950년      | 951년           | 952년      |
| 간지(干支) | 계묘(癸卯)                      | 갑진(甲辰)                    | 을사(乙巳) | 병오(丙午) | 정미(丁未)      | 무신(戊申)           | 기유(己酉) | 경술(庚戌) | 신해(辛亥)      | 임자(壬子) |
| 후진(後晉) | 천복(天福) 8년                  | 9년 개운(開運) 원년           | 2년        | 3년        | 4년             | -                    | -          | -          | -               | -          |
| 후한(後漢) | -                               | -                             | -          | -          | 천복(天福) 12년 | 13년 건우(乾祐) 원년 | 2년        | 3년        | 4년             | -          |
| 후주(後周) | -                               | -                             | -          | -          | -               | -                    | -          | -          | 광순(廣順) 원년 | 2년        |
| 남한(南漢) | 응건(應乾) 원년 건화(乾和) 원년 | 2년                           | 3년        | 4년        | 5년             | 6년                  | 7년        | 8년        | 9년             | 10년       |
| 민(閩)     | 영륭(永隆) 5년 천덕(天德) 원년  | 영륭(永隆) 6년 천덕(天德) 2년 | 3년        | -          | -               | -                    | -          | -          | -               | -          |
| 후촉(後蜀) | 광정(廣政) 6년                  | 7년                           | 8년        | 9년        | 10년            | 11년                 | 12년       | 13년       | 14년            | 15년       |
| 북한(北漢) | -                               | -                             | -          | -          | -               | -                    | -          | -          | 건우(乾祐) 4년  | 5년        |
| 보대       | 11년                            | 12년                          | 13년       | 14년       | 15년            | 16년                 |            |            |                 |            |
| 서기(西紀) | 953년                           | 954년                         | 955년      | 956년      | 957년           | 958년                |            |            |                 |            |
| 간지(干支) | 계축(癸丑)                      | 갑인(甲寅)                    | 을묘(乙卯) | 병진(丙辰) | 정사(丁巳)      | 무오(戊午)           |            |            |                 |            |
| 후주(後周) | 광순(廣順) 3년                  | 현덕(顯德) 원년               | 2년        | 3년        | 4년             | 5년                  |            |            |                 |            |
| 남한(南漢) | 건화(乾和) 11년                 | 12년                          | 13년       | 14년       | 15년            | 16년 대보(大寶) 원년 |            |            |                 |            |
| 후촉(後蜀) | 광정(廣政) 16년                 | 17년                          | 18년       | 19년       | 20년            | 21년                 |            |            |                 |            |
| 북한(北漢) | 건우(乾祐) 6년                  | 7년                           | 8년        | 9년        | 천회(天會) 원년 | 2년                  |            |            |                 |            |

## 같이 보기
- 다른 왕조의 같은 연호
  - 요(遼, 거란) 보대(保大, 1121년 ~ 1125년)
  - 응우옌 왕조(阮朝) 바오다이(保大, 1926년 ~ 1945년)

- 중국의 연호 목록